# Martin Kaul

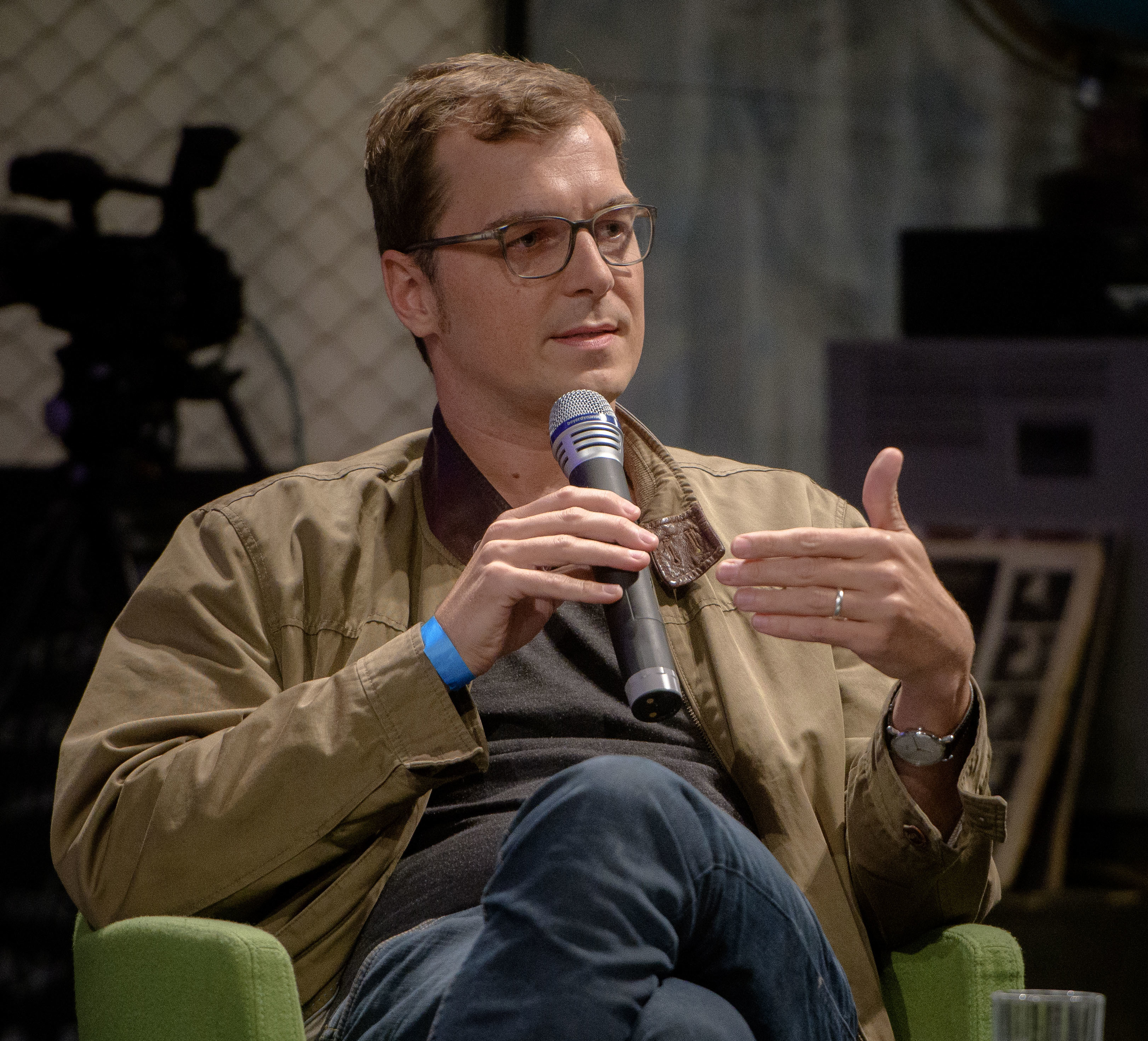
Martin Kaul (2017)

Martin Kaul (* 1981 in Bangkok) ist ein deutscher Journalist und Mitglied im Vorstand von Reporter ohne Grenzen in Deutschland.

## Werdegang
Kaul studierte Politik- und Kulturwissenschaften in Berlin und Istanbul.
Er arbeitete ab 2009 als Redakteur bei der Berliner Tageszeitung (taz), zunächst als Redakteur für außerparlamentarische Politik, seit 2017 als Reporter in der Chefredaktion. Nach zehnjähriger Tätigkeit bei der taz verkündete er im Juni 2019 seinen Wechsel zum Rechercheverbund von NDR, WDR und Süddeutscher Zeitung. Zuvor schrieb er als freier Journalist unter anderem für Spiegel Online, Financial Times Deutschland und dpa.
2011 veröffentlichte er gemeinsam mit Sebastian Heiser in der taz die „geheimen Papiere der Atomlobby“. Aus den bis dato unveröffentlichten Papieren der Kommunikationsagentur Deekeling Arndt Advisors ließ sich nachzeichnen, wie das Deutsche Atomforum versuchte, den von der rot-grünen Bundesregierung zuvor beschlossenen Atomausstieg rückgängig zu machen. Die Recherche belegte unter anderem, wie die Agentur bei dem Universitätsprofessor Joachim Schwalbach ein Gefälligkeitsgutachten im Wert von 135.000 Euro in Auftrag gab. Das Geschäft war über die Kommunikationsagentur von dessen Ehefrau eingefädelt worden.
2016 veröffentlichte er gemeinsam mit Sebastian Erb eine Recherche über die sogenannte Keylogger-Affäre um den früheren taz-Redakteur Sebastian Heiser. Dieser hatte über mindestens ein Jahr Passwörter und Daten von taz-Mitarbeitern entwendet und sich nach seiner Entdeckung ins Ausland abgesetzt. Erb und Kaul spürten Heiser Anfang 2016 in einem asiatischen Land auf, wo Heiser unter einer neuen Identität lebte.
Weitere Recherchen widmeten sich etwa den Missbrauchsvorwürfen gegen den Hacker, Journalisten und Wikileaks-Unterstützer Jacob Appelbaum, der BND-Affäre um den Bundestagsabgeordneten Roderich Kiesewetter oder dem sogenannten „Hannibal“-Komplex, einem Netzwerk aus teils rechtsextremen Mitgliedern mit Bezügen in Verfassungsschutzämter, Bundeswehr und Polizei.
Aufmerksamkeit erhielten Kauls Live-Reportagen via Twitter und Periscope. Im Herbst 2015 berichtete er vom Budapester Bahnhof Keleti. In der Nacht auf den 5. September 2015 begleitete Kaul den ersten Bus, der in Folge einer Abmachung zwischen den Regierungen in Ungarn, Österreich und Deutschland Flüchtlinge aus Ungarn an die österreichische Grenze brachte und damit zeitweise die sogenannte Dublin-Verordnung außer Kraft setzte. Im Juli 2017 berichtete er in Livestreams von den Protesten rund um den G20-Gipfel in Hamburg. Dabei wurde er von einem Vermummten niedergeschlagen. Im September 2018 dokumentierte er in Köthen die volksverhetzende Rede des Thügida-Gründers David Köckert, der dort von einem „Rassenkrieg gegen das deutsche Volk“ gesprochen hatte und zur Rache aufrief.

## Auszeichnungen und Nominierungen
2009 wurde Kaul für seinen Text Einer verweigert den Gleichschritt für den Alternativen Medienpreis nominiert.
2015 wurde er für seinen Bericht Über die Grenzen für den Deutschen Reporterpreis nominiert.
2015 wählte ihn eine Jury des Medium Magazins auf Platz 3 der Journalisten des Jahres in der Sparte Politik.
Im Jahr 2017 erhielt er ein Robert-Bosch-Stipendium als Resident in der Vila Sul beim Goethe-Institut im brasilianischen Salvador da Bahia.
2017 wurde er für seine langjährige Berichterstattung über außerparlamentarische Bewegungen für den Journalistenpreis „Der lange Atem“ nominiert.
2017 wählte ihn eine Jury des Medium Magazins auf Platz 2 der Journalisten des Jahres in der Sparte „Reporter national“.
2018 erhielt er gemeinsam mit Christina Schmidt und Daniel Schulz den „Goldenen Igel, Sonderpreis Recherche“ vom Verband der Reservisten der Deutschen Bundeswehr für den Text „Die Akte Heimatschutz“.
2018 wählte ihn eine Jury des Medium Magazins auf Platz 3 der Journalisten des Jahres in der Sparte „Reportage“.
2019 erhielt er gemeinsam mit Sebastian Erb, Alexander Nabert, Daniel Schulz und Christina Schmidt den 2. Platz beim Journalistenpreis „Der lange Atem“ für Recherchen zum sogenannten Hannibal-Netzwerk.
2019 wählte eine Jury des Medium Magazins Kaul gemeinsam mit Sebastian Erb, Alexander Nabert, Daniel Schulz und Christina Schmidt für diese Recherchen auch zum „Team des Jahres“.